# Johan Kloeck
Johan Kloeck (ur. 4 grudnia 1975 w Wilrijk) – belgijski lekkoatleta, który specjalizował się w rzucie oszczepem.
Nie udało mu się awansować do finału mistrzostw świata juniorów w Lizbonie (1994). W 1999 odpadł w eliminacjach mistrzostw świata. Trzykrotny złoty medalista mistrzostw kraju oraz reprezentant Belgii w pucharze Europy.
Rekord życiowy: 83,65 (22 maja 1999, Lublana) – rezultat ten do 13 maja 2023 był rekordem Belgii.

## Osiągnięcia
| Rok  | Zawody                      | Miejsce          | Pozycja           | Wynik |
| ---- | --------------------------- | ---------------- | ----------------- | ----- |
| 1994 | Mistrzostwa świata juniorów | Lizbona          | el. – 17. miejsce | 66,10 |
| 1999 | I liga pucharu Europy       | Lahti            | 3. miejsce        | 78,95 |
| 1999 | Mistrzostwa świata          | Sewilla          | el. – 25. miejsce | 74,87 |
| 2002 | I liga pucharu Europy       | Bańska Bystrzyca | 2. miejsce        | 78,07 |
| 2003 | I liga pucharu Europy       | Lappeenranta     | 8. miejsce        | 67,93 |